# إبراهيم أبو دية الغنيمات
إبراهيم أبو دية هو إبراهيم عبد الفتاح عبد العزيز أبو دية الغنيمات قائد فلسطيني ولد في صوريف في 1919 واستشهد في 6 مارس 1952 في بيروت متأثراً بجراحه في معركة رامات راحيل جنوب القدس.

## النشأة
في عام 1919 أشرقت شمس صوريف على ميلاد إبراهيم أبو دية، حيث تلقى تعليمه الابتدائي في مدرسة صوريف والثانوي في الخليل، تولى بعد وفاة والده عمله حلاقاً في صوريف، وقد بدأ حياته الجهادية في سن مبكرة حيث عمل وهو في الثالثة عشرة من عمره حلقة وصل بين المجاهدين في منطقتي الخليل والقدس سنة 1932 م وخصوصاً بين البطل عبد الحليم الجولاني والقيادة في القدس، وعندما شبّ اشترك في ثورة عام 1936 م.

## جهاده في الوطن
بدأ صحبته الطويلة مع القائد عبد القادر الحسيني منذ عام 1934 م إلى أن شكلا معاً قوات الجهاد المقدس في 25 / 12 / 1947 في ازقة البلدة القديمة في صوريف وظل رفيقاً له حتى استشهد عبد القادر الحسيني في معركة القسطل يوم 8 / 4 / 1948 م وكذلك صحب المجاهد السوري الكبير سعيد العاص.
عرف أبو دية بهدوء النفس وايطالة النظر إلى الأفق مع شجاعة ونبل النفس وحب الفداء وقد ساعدته هذه الخصال في عمله الجهادي حين عمل مع عبد القادر الحسيني في جمع الأسلحة ونقلها من مصر إلى فلسطين وتوزيعها على المجاهدين تمهيداً لمتابعة الثورة ضد أعداء الشعب الفلسطيني من البريطانيين والصهاينة، وذلك بعد انتهاء الحرب العالمية الثانية.

### دوره في معاركجيش الجهاد المقدس
```
بتاريخ 25 كانون أول 1947م، عقد 
عبد القادر الحسيني
 أول اجتماع ثم أعقبه عدة اجتماعات اسفرت عن تنظيم هيئة اركان حرب ومجلس قيادة للثورة الفلسطينية، حيث تولى إبراهيم أبو دية:
```

#### قيادة سرايا العمليات الحربية ضمنجيش الجهاد المقدس.
كان له دور قيادة مجموعة من قوات الجهاد المقدس في معركة القسطل الشهيرة والتي وقعت في 7 / 4 / 1948 م، في هذه الفترة كان الموقف العسكري يميل لصالح المجاهدين حيث وجهوا عدة ضربات موجعة لليهود في المدن الرئيسة وسجلوا عليهم في الأيام العشرة الآخيرة من شهر آذار سنة 1948 م انتصاراً ساحقاً في معركتين كبيرتين في مدينة القدس، الأولى معركة شعفاط في 24 / 3 / 1948 م، والثانية في معركة الدهيشة في 27 / 3 / 1948 م.
كانت مجموعة أبو دية أولى المجموعات التي دخلت قرية القسطل الساعة الثانية يوم 8 / 4 / 1948 م ورفعت أعلام الثورة عليها، حتى هذه اللحظة كانت الغلبة للمجاهدين ولكن فقدوا في هذه المعركة القائد عبد القادر الحسيني " حيث أثر استشهاده على معنويات المقاتلين بشكل ملحوظ، وفي اليوم الثاني واثناء تشييع الشهيد عبد القادر الحسيني يوم 9 / 4 / 1948 م استغل اليهود الحدث واستطاعوا التغلب على من بقي مرابطاً في القسطل وبذلك بدأ فصلٌ آخر يختلف عن الفصل السابق له حيث اخذت الكفة تميل لصالح اليهود. ولعل أكبر دور للقائد إبراهيم أبو دية عندما أوكلت له مهمة الدفاع عن حي القطمون قرب مدينة القدس الذي يقوم على رابية مشرفة على معظم الأحياء العربية واليهودية في القدس الجديدة ولذلك كان للحي قيمة عسكرية كبرى عرفها اليهود فسعوا إلى احتلاله منذ أواخر شهر نيسان عام 1948 م، وقد كان قرب الحي مستعمرة يهودية اتخذها اليهود وكراً لمهاجمة القطمون الذي إن سقط تنقطع طريق القدس بيت لحم ولا طريق غيرها بين القدس والخليل. كان له دور كبير في معارك كفار عصيون وصوريف، وقد لمع اسمه خلالها. وكانت معركة مستعمرة "رامات راحيل " جنوبي القدس آخر معاركه، وأصيب أثناءها 7 رصاصات استقرت في ظهره أدت إلى شلل في جسمه، ثم نقل إلى بيروت حيث توفي هناك في عام 1952.

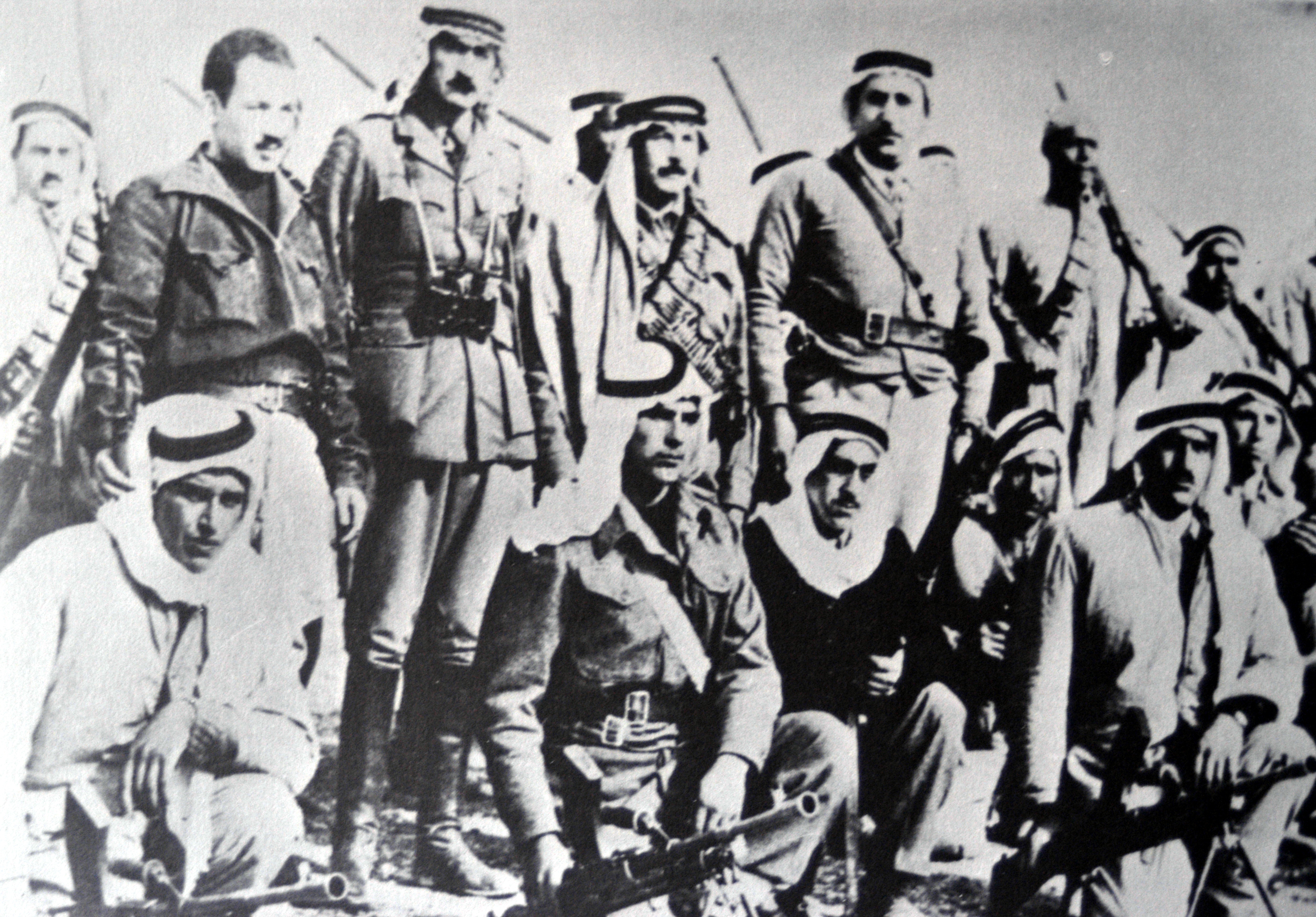
جيش الدفاع المقدس

## معركة صوريف (ظهر الحجة)
تعد أبرز المعارك التي قادها إبراهيم أبو ديه إلى جانب القائد عبد القادر الحسيني، معركة صوريف والتي عرفت باسم «ظهر الحجة» التي وقعت في السادس عشر من يناير عام 1948، على الرغم من تعدد الروايات، إلا أن جميعها ينتهي بانكشاف المجموعة الصهيونية ومن ثمّ استحكامها في تلة «ظهر الحجة» ما بين قرية بيت نتيف وصوريف، ومن ثمّ محاصرتها والقضاء عليها بجنودها الـ35. ويؤكد العديد من المؤرخين العسكريين الصهاينة إلى أن الوحدة لم تضلّ الطريق، وإنما كانت تحت المراقبة الفلسطينية منذ البداية، وأنها وقعت في كمينٍ مُحكمٍ في «وادي السرّ»، حيث حفرت الخنادق من ثلاث جهات، وأبيدت عن بكرة أبيها، وقد استشهد في هذه المعركة أربعةٌ من المقاتلين العرب.
وفي ذلك أنشد الأستاذ سليم حجازي:
في يوم وادي السرّ قد     سقطوا كأوراق الخريف
لمّا مضت صوريف بالأب    طال في زحف عنيف  
شكّلت معركةُ ظهر الحجة ضربةً موجعةً للصهاينة، وتعالت الأصواتُ الداعية إلى الانسحاب من المستوطنات البعيدة عن التجمعات الاستيطانية الكبرى، وتقصير خطوط المواصلات بين المستوطنات لتسهيل عملية الدفاع عنها. وفي الوقت ذاته تحولت «وحدة الجبل» أو  «لاميد هيه» (أي وحدة الـ 35) إلى أسطورةٍ عسكريةٍ في المجتمع الصهيوني وكتبت عشرات الكتب والدراسات حولها تمجيداً لما قيل حول «بطولتها في المواجهة حتى الطلقة الأخيرة».

## استشهاد أبو دية
كانت معركة رمات راحيل جنوب القدس في 17 / 5 / 1948 م آخر المعارك التي خاضها أبو دية، وكان قد مضى على استشهاد رفيق دربه الشهيد عبد القادر الحسيني أربعون يوماً، وقد أصيب القائد أبو دية بجراح بالغة في تلك المعركة سببت له الشلل فعولج في فلسطين ثم نقل إلى بيروت وبقي في علاجه أربع سنوات صابراً مؤمناً وكأنه في وسط المعركة ولكن آن للفارس أن يترجل وآن له أن يرحل.
وفي تمام الساعة السابعة مساء الخميس الموافق 6 / 3 / 1952 م وشيع جثمان الشهيد في موكب مهيب في مدينة بيروت يوم الجمعة 7 / 3 / 1952 م.
رثاه الشعراء في قصائدهم بعد وفاته:
لـك إبـراهيمُ فـي شـعـبك ذكـرى... تـمـلأ ُ الأنـفـس إعـجابـاً وفخرا
عشت ليثاً في ربى القدس وفي... هامة القسطل قد حلقت نسرا
ليت صـوريـف الـفدا قد أنجبت... بدل الواحد مـن مـثـلـكَ عـشرا

## انظر ايضاً
- صوريف
- جيش الجهاد المقدس
- عبد القادر الحسيني
- القدس
- بيروت